# 조앤 드루
조앤 드루(Joanne Dru, 1922년 1월 31일 ~ 1996년 9월 10일)는 미국의 배우이다.

## 출연 작품
- 클라이막스! (1954)
- 에어 코만도 (1953)
- 세인트 루이스의 자랑 (1952)
- 벤전스벨리 (1951)
- 미스터 빌비디어 링스 더 벨 (1951)
- 웨곤 마스터 (1950)
- 황색 리본을 한 여자 (1949)
- 모두가 왕의 부하들 (1949)
- 붉은 강 (1948)